# Aldi Peak
Der Aldi Peak ist ein 1800 m hoher Berg  in den zur Britannia Range gehörenden Ravens Mountains im Transantarktischen Gebirge. Benannt ist er nach Chief Master Sergeant Louis Michael Aldi (* 1948), Mitglied der 109. Airlift Wing bei der Einsatzübertragung der Lockheed C-130 von der United States Navy zur Air National Guard.